# Plautius Quintillus
Plautius Quintillus (fl. 159) est un homme politique de l'Empire romain.

## Biographie
Il est le fils d'Aulus Plautius, fils de Plautius Lateranus et de sa femme Quinctilia.
Il est consul en 159.